# Giuseppe Vavassori
Giuseppe Vavassori (29. juni 1934 - 21. november 1983) var en italiensk fodboldspiller (målmand). 
Vavassori tilbragte hele sin karriere i hjemlandet, hvor han blandt andet tilbragte syv sæsoner hos Juventus. Han vandt tre italienske mesterskaber og to Coppa Italia-titler med klubben. Han spillede desuden én kamp for det italienske landshold.
Vavassori døde i 1983 af tarmkræft i en alder af kun 49 år.

## Titler
Serie A
- 1958, 1960 og 1961 med Juventus

Coppa Italia
- 1959 og 1960 med Juventus
- 1970 med Bologna